# Integralkosinus

Graph des Integralcosinus (grün, untere Kurve) und des Integralsinus (blau, obere Kurve) für Argumente 0 ≤ x ≤ 8π

Der Integralkosinus ist eine Funktion, in deren Funktionsvorschrift ein Integral und die Kosinusfunktion auftreten. Diese Integralfunktion kann mit elementaren Methoden nicht ohne Integral dargestellt werden.
Der Integralkosinus ist definiert als:
{\displaystyle {\rm {Ci}}(x):=\gamma +\ln x+\int _{0}^{x}{\frac {\cos t-1}{t}}\,dt\quad =-\int _{x}^{\infty }{\frac {\cos t}{t}}\,dt}
Dabei ist {\displaystyle \gamma =0{,}577215...} die Euler-Mascheroni-Konstante.

## Eigenschaften
- Das in der Definition auftretende Integral wird auch mit {\displaystyle \operatorname {Cin} } bezeichnet:

{\displaystyle \operatorname {Cin} (x):=\int _{0}^{x}{\frac {1-\cos t}{t}}\,dt}
mit der Beziehung:
{\displaystyle \operatorname {Cin} (x)=\gamma +\ln x-\operatorname {Ci} (x)\,}
- Analog zur Ableitung des Integralsinus Si(x):

{\displaystyle \operatorname {Si} '(x)={\frac {\sin x}{x}}}
gilt:
{\displaystyle \operatorname {Ci} '(x)={\frac {\cos(x)}{x}}}
- Analog der komplexen Eulerformel-Definition des Cosinus

{\displaystyle \cos x={\frac {1}{2}}\left(\mathrm {e} ^{\mathrm {i} x}+\mathrm {e} ^{-\mathrm {i} x}\right)}
gilt mit der Integralexponentialfunktion {\displaystyle \operatorname {Ei} }
{\displaystyle \operatorname {Ci} (x)={\frac {1}{2}}\left(\operatorname {Ei} (\mathrm {i} \ x)+\operatorname {Ei} (-\mathrm {i} \ x)\right)}
- Es lässt sich eine überall konvergente Reihe angeben:

{\displaystyle \operatorname {Ci} \left(x\right)=\gamma +\ln x-{\frac {x^{2}}{2!\cdot 2}}+{\frac {x^{4}}{4!\cdot 4}}-\cdots \quad =\gamma +\ln x+\sum _{k=1}^{\infty }{\frac {(-1)^{k}x^{2k}}{(2k)!\cdot 2k}}}
- Folgende unendliche Summe mit Integralkosinuswerten als Summanden ergibt diesen Wert:

{\displaystyle \sum _{n=1}^{\infty }\operatorname {Ci} (2\pi n)={\frac {1}{4}}-{\frac {1}{2}}\gamma }
- Denn es gelten folgende Integrale:

{\displaystyle \int _{0}^{\infty }{\frac {x\exp(-wx)}{x^{2}+1}}dx={\frac {1}{2}}\pi \sin(w)-\operatorname {Si} (w)\sin(w)-\operatorname {Ci} (w)\cos(w)}
{\displaystyle \int _{0}^{\infty }{\frac {x}{(x^{2}+1)[\exp(2\pi x)-1]}}dx={\frac {1}{2}}\gamma -{\frac {1}{4}}}
Anmerkung: In verschiedenen Formelsammlungen wird der Integralkosinus mit umgekehrten Vorzeichen definiert.
Eng verwandt ist der Integralsinus {\displaystyle \operatorname {Si} (x)}, der zusammen mit dem Integralcosinus {\displaystyle \operatorname {Ci} (x)} in parametrischer Darstellung eine Klothoide bildet.